# Diocesi di Lugazi
La diocesi di Lugazi (in latino Dioecesis Lugasiensis) è una sede della Chiesa cattolica in Uganda suffraganea dell'arcidiocesi di Kampala. Nel 2021 contava 941.521 battezzati su 1.969.255 abitanti. È retta dal vescovo Christopher Kakooza.

## Territorio
La diocesi comprende i distretti di Kayunga e Mukono nella regione Centrale dell'Uganda.
Sede vescovile è la città di Lugazi, dove si trova la cattedrale di Nostra Signora Regina della Pace.
Il territorio si estende su 4.595 km² ed è suddiviso in 27 parrocchie.

## Storia
La diocesi è stata eretta il 30 novembre 1996 con la bolla Quando ad aeternam di papa Giovanni Paolo II, ricavandone il territorio dall'arcidiocesi di Kampala.

## Cronotassi dei vescovi
Si omettono i periodi di sede vacante non superiori ai 2 anni o non storicamente accertati.
- Matthias Ssekamaanya (30 novembre 1996 - 4 novembre 2014 ritirato)
- Christopher Kakooza, dal 4 novembre 2014

## Statistiche
La diocesi nel 2021 su una popolazione di 1.969.255 persone contava 941.521 battezzati, corrispondenti al 47,8% del totale.
| anno | popolazione | popolazione | popolazione | presbiteri | presbiteri | presbiteri | presbiteri                | diaconi | religiosi | religiosi | parrocchie |
| anno | battezzati  | totale      | %           | numero     | secolari   | regolari   | battezzati per presbitero | diaconi | uomini    | donne     | parrocchie |
| ---- | ----------- | ----------- | ----------- | ---------- | ---------- | ---------- | ------------------------- | ------- | --------- | --------- | ---------- |
| 1999 | 386.831     | 928.548     | 41,7        | 65         | 55         | 10         | 5.951                     |         | 22        | 157       | 20         |
| 2000 | 394.190     | 941.986     | 41,8        | 63         | 53         | 10         | 6.256                     |         | 24        | 162       | 20         |
| 2001 | 403.732     | 1.504.802   | 26,8        | 63         | 51         | 12         | 6.408                     |         | 28        | 167       | 20         |
| 2002 | 413.417     | 978.952     | 42,2        | 64         | 52         | 12         | 6.459                     |         | 28        | 140       | 20         |
| 2003 | 444.615     | 1.084.426   | 41,0        | 60         | 50         | 10         | 7.410                     |         | 12        | 144       | 20         |
| 2004 | 471.500     | 1.150.000   | 41,0        | 60         | 50         | 10         | 7.858                     |         | 10        | 137       | 20         |
| 2007 | 508.114     | 1.239.301   | 41,0        | 57         | 51         | 6          | 8.914                     | 3       | 6         | 143       | 20         |
| 2013 | 667.362     | 1.549.134   | 43,1        | 80         | 73         | 7          | 8.342                     |         | 16        | 193       | 21         |
| 2016 | 793.403     | 1.682.923   | 47,1        | 76         | 69         | 7          | 10.439                    |         | 7         | 189       | 22         |
| 2019 | 829.660     | 1.969.264   | 42,1        | 78         | 69         | 9          | 10.636                    |         | 17        | 187       | 26         |
| 2021 | 941.521     | 1.969.255   | 47,8        | 80         | 69         | 11         | 11.769                    |         | 39        | 200       | 27         |